# Polycyrtus brevigenalis
Polycyrtus brevigenalis là một loài tò vò trong họ Ichneumonidae.